# 20.000 de leghe sub mări (film din 1985)
20.000 de leghe sub mări este un film de animație australian din 1985, făcut-pentru-TV de Burbank Films Australia. Filmul este bazat pe romanul lui Jules Verne Douăzeci de mii de leghe sub mări, publicat pentru prima dată în 1870, și a fost adaptat de către Stephen MacLean. Acesta a fost produs de Tim Brooke-Hunt și a prezentat muzică originală de John Stuart. Copyrightul acestui film este acum deținut de Pulse Distribution și Divertisment și administrat de către societatea de administrare a drepturilor digitale NUTECH digital.

## Sinopsis
În anul 1866 , un misterios mare - monstru este de vânătoare adâncimi de oceanului e și în creștere doar pentru a ataca si distruge navele nevinovate, la un cost de multe vieți. Experții din întreaga lume încearcă să descopere identitatea monstrului și, eventual, să-l distrugă înainte de a aduce mai multe vieți pierdute. Marine expert Profesorul Pierre Aronnax , lui Conseil companion credincios și harpon ist Ned Land , stabilit la bordul  Abraham Lincoln  de la Long Island în căutare a spus monstru. Atacurile monstru , și cei trei tovarăși sunt aruncate peste bord și echipajul navei declară le-a pierdut. Viețile lor sunt salvate ca acestea sunt deținute de mai sus cu apă de monstru , pe care le descoperă a fi un modern submarin, numit  Nautilus. În interior, se întâlnesc căpitanul submarinului , căpitanul Nemo , și echipajul său credincios .
Pentru a păstra în condiții de siguranță secretă , căpitanul Nemo păstrează trei bărbați la bordul navei sale . La bordul Nautilus ,profesor , Ned și Conseil de călătorie de-a lungul adâncurile oceanului , o călătorieprofesor și Conseil găsi fascinant , dar Ned își găsește curând captivitate nesuportat și dezvoltă o ură față de căpitan și o dorință de libertate . Profesor învață de ură căpitanului Nemo față de omenire , pentru că și-a pierdut soția , copiii și familia pentru a le , și acum căutat răzbunare , de a distruge cât mai multe nave ca a întâlnit . Pe de altă parte , căpitanul Nemo are un mare respect față de oamenii săi , precum și oceanele lumii și creaturile lor . Când se pierd vieți la bordul submarinului său , el ia trupurile lor pentru înmormântare în continentul pierdut al Atlantis pentru a se odihni pentru totdeauna sub apă . Spionaj în interiorul camerei privat căpitanului ,profesor , Conseil și planul de Ned descoperi lui Nemo de a călători în mările din Norvegia , unde va avea răzbunare final de a distruge nava responsabil pentru pierderea celor dragi lui .
Cele trei tovarăși încearcă fără succes să aducă Nemo la rațiune , dar a determinat , chiar cu riscul vieții sale . Dorind nu a participat la calamitate , cei trei oameni să ia o șansă de a scăpa într -o barca , și care doresc să avertizezesă - fie - victime navei , sunt aruncate la mal de valurile oceanului . Găsirea odihnă și adăpost pe o unhabited insula , profesorul este fericit de a fi păstrat său Jurnalul în condiții de siguranță , astfel încât el poate spune lumea de aventurile lor. Nimeni nu învață despre soarta lui Nautilus și căpitanul Nemo , care ar fi pierit sau să fie încă în viață caută răzbunare asupra omenirii .

## Distribuție
- Tom Burlinson - Ned
- Colin Borgonon
- Paul Woodson
- Liz Horne
- Alistair Duncan
- Gilbert Christian